# Liste der Kulturgüter in Bourg-Saint-Pierre
Die Liste der Kulturgüter in Bourg-Saint-Pierre enthält alle Objekte in der Gemeinde Bourg-Saint-Pierre im Kanton Wallis, die gemäss der Haager Konvention zum Schutz von Kulturgut bei bewaffneten Konflikten, dem Bundesgesetz vom 20. Juni 2014 über den Schutz der Kulturgüter bei bewaffneten Konflikten sowie der Verordnung vom 29. Oktober 2014 über den Schutz der Kulturgüter bei bewaffneten Konflikten unter Schutz stehen.
Objekte der Kategorien A und B sind vollständig in der Liste enthalten, Objekte der Kategorie C fehlen zurzeit (Stand: 1. Januar 2023).

## Kulturgüter
| Foto |                                                                                              | Objekt | Kat. | Typ | Standort                                  | Beschreibung |
| ---- | -------------------------------------------------------------------------------------------- | --- | ---- | --- | ----------------------------------------- | ------------ |
| ja   | Datei hochladen · Wikidata zu Kirche Saint-Pierre (Q3583699)                                 | Kirche Saint-Pierre mit romanischem Turm / Église Saint-Pierre avec tour romane KGS-Nr.: 06648                           | A    | G   | Rue de l'Eglise 11 582122 / 88647         |              |
| ja   | Datei hochladen · Wikidata zu Hospiz auf dem Grossen St. Bernhard (Q462320)                  | Hospiz mit Nebengebäuden / Hospice avec dépendances KGS-Nr.: 06649                                                       | A    | G   | Col du Grand-Saint-Bernard 579186 / 79745 |              |
| ja   | Datei hochladen · Wikidata zu Museum des Grossen St. Bernhard Hospiz mit Schatz (Q121080267) | Museum des Grossen St. Bernhard Hospiz mit Schatz / Musée de l’Hospice du Grand-Saint-Bernard avec trésor KGS-Nr.: 08719 | A    | S   | Col du Grand-Saint-Bernard 579187 / 79729 |              |
| BW   | Datei hochladen · Wikidata zu Archiv der Kongregation des Grossen St. Bernhard (Q29527671)   | Archiv der Kongregation des Grossen St. Bernhard / Archives de la congrégation du Grand-Saint-Bernard KGS-Nr.: 08828     | A    | S   | Col du Grand-Saint-Bernard 579172 / 79734 |              |
| BW   | Datei hochladen · Wikidata zu Bibliothek des Hospizes des Grossen St. Bernhard (Q29527666)   | Bibliothek des Hospizes des Grossen St. Bernhard / Bibliothèque de l’Hospice du Grand-Saint-Bernard KGS-Nr.: 09315       | A    | S   | Col du Grand-Saint-Bernard 579165 / 79738 |              |
| ja   | Datei hochladen · Wikidata zu Altes Spital (Q29891941)                                       | Altes Spital / Ancien hôpital KGS-Nr.: 06651                                                                             | B    | G   | Rue de l’Hôpital 6a-6b 582159 / 88601     |              |
| ja   | Datei hochladen · Wikidata zu Altes Priorat (Q29891943)                                      | Altes Priorat / Ancien prieuré KGS-Nr.: 06652                                                                            | B    | G   | Rue du Bourg 54 582120 / 88621            |              |
| ja   | Datei hochladen · Wikidata zu Kapelle Notre-Dame de Lorette (Q29891945)                      | Kapelle Notre-Dame de Lorette / Chapelle Notre-Dame de Lorette KGS-Nr.: 06654                                            | B    | G   | Route Vieille 31.1 582251 / 89690         |              |
| ja   | Datei hochladen · Wikidata zu Die 2 Häuser, bekannt als de Challant (Q29891947)              | Zwei Häuser, bekannt als de Challant / Deux maisons dites de Challant KGS-Nr.: 06655                                     | B    | G   | Rue de la Laiterie 582099 / 88700         |              |
| ja   | Datei hochladen · Wikidata zu Mühle am Wildbach von Valsorey (Q29891949)                     | Mühle am Wildbach von Valsorey / Moulin sur le torrent de Valsorey KGS-Nr.: 06656                                        | B    | G   | Prêt du Pont 582189 / 88439               |              |